# Lindsay Anderson

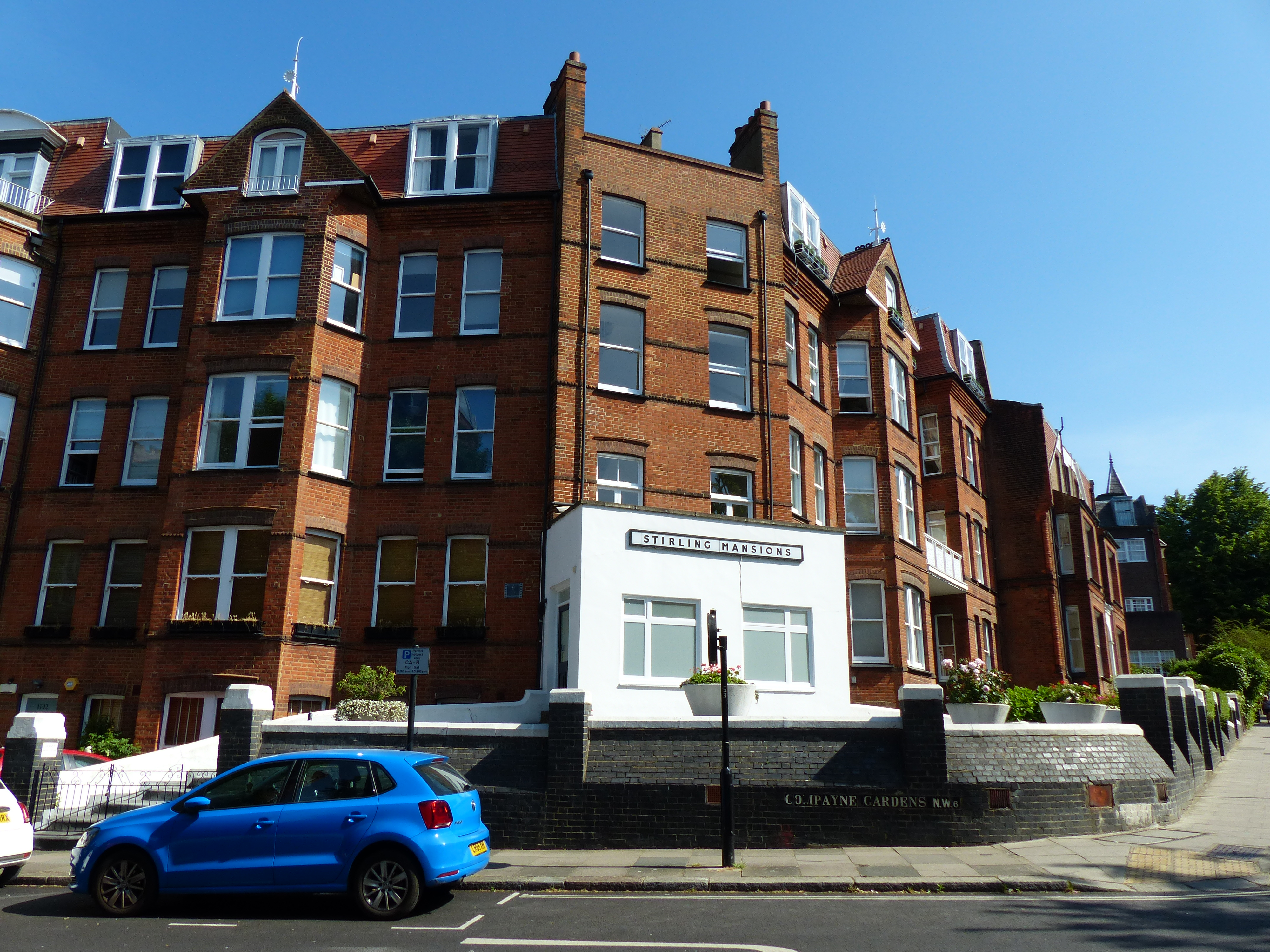
Dom Lindsay Andersona

Lindsay Anderson (ur. 17 kwietnia 1923, zm. 30 sierpnia 1994 w Angoulême) – brytyjski reżyser filmowy i teatralny, scenarzysta i producent.
Wobec początkowych niepowodzeń związanych z próbami wprowadzenia w życie nowego modelu kina – Free Cinema (wraz z Karelem Reiszem i Tonym Richardsonem), Anderson zbliżył się do teatru w 1956 roku i pracował w londyńskim Royal Court Theatre. Od stworzenia pierwszego filmu stał się jedną z głównych postaci brytyjskiego kina zaangażowanego lat 60. (nurtu tzw. młodych gniewnych). Dramat Sportowe życie był filmem przełomowym dla brytyjskiej kinematografii, zaś film Jeżeli... (1968) zdobył Złotą Palmę na 22. MFF w Cannes i utorował drogę do sławy odtwórcy głównej roli Malcolmowi McDowellowi oraz (sprowadzonemu przez reżysera z Czechosłowacji specjalnie do tego filmu) operatorowi Miroslavovi Ondříčkowi. Pozostał dotychczas filmem kultowym, a w chwili premiery wywołał skandal.
W Polsce Anderson wyreżyserował sztukę Johna Osborne’a Nie do obrony (1966) w Teatrze Współczesnym w Warszawie i dla WFD 20-minutowy film Raz, dwa, trzy (1967), dokumentujący zajęcia Ludwika Sempolińskiego ze studentami warszawskiej PWST.

## Filmografia
- Sierpniowe wieloryby (The Whales of August 1987)
- Wish You Were There (1985)
- Wham! in China: Foreign Skies (1986)
- Szpital Britannia (Britannia Hospital 1982)
- Look Back in Anger (1980)
- In Celebration (1975)
- Szczęśliwy człowiek (O Lucky Man! 1973)
- Jeżeli... (If... 1968)
- Raz, dwa, trzy (film 1967) (The Singing Lesson 1967)
- Sportowe życie (This Sporting Life 1963)
- The Children Upstairs (1955)
- Thursday's Children (1954)
- O Dreamland (1953)